# Mežyhir"ja

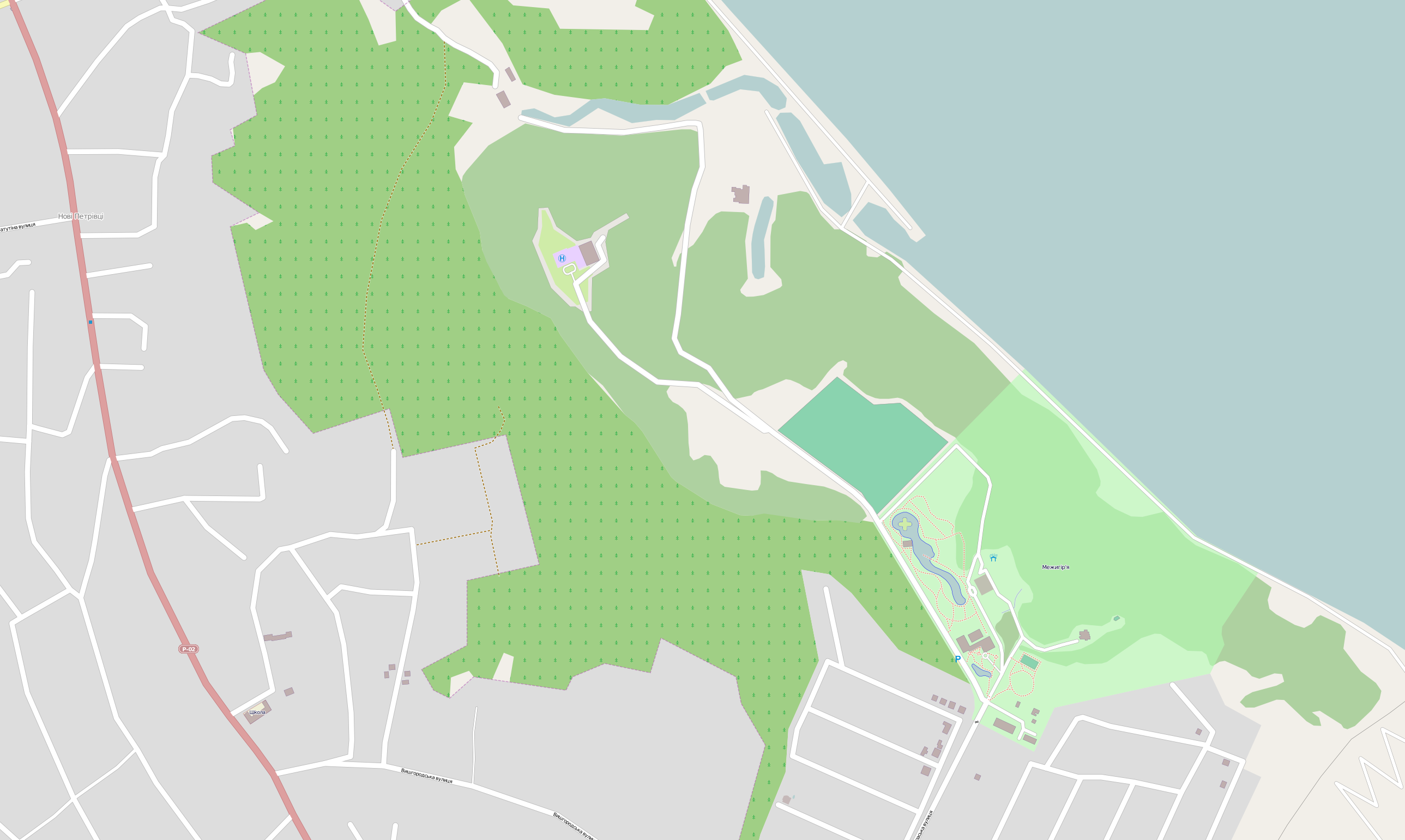
Localizzazione di Mežyhir"ja

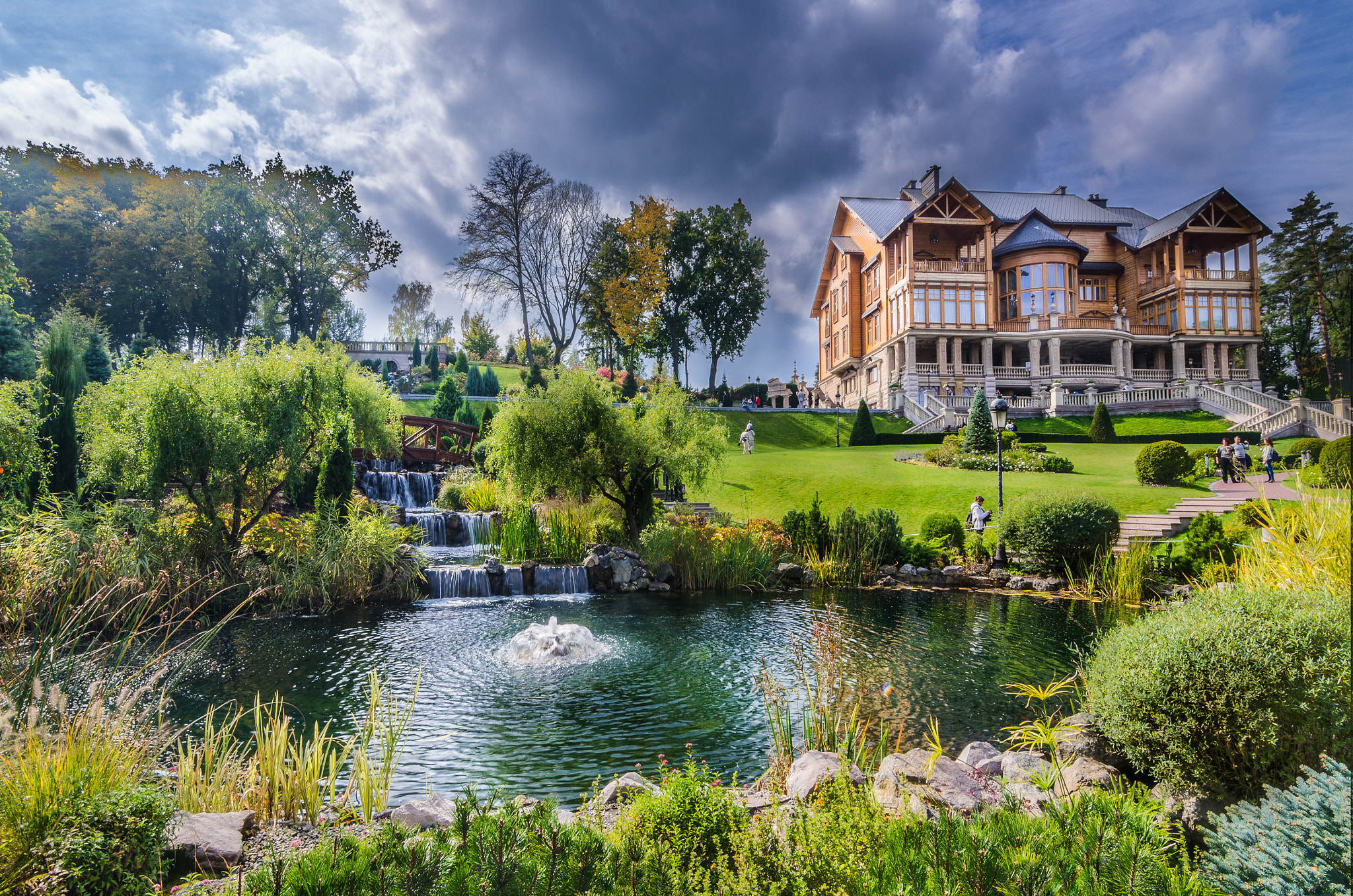
Honka (circolo) della Mežyhir"ja

Mežyhir"ja (in ucraino Межигір'я?) è stata l'eccentrica residenza privata, tra 2002 e 2014, dell'ex presidente dell'Ucraina Viktor Janukovyč nel villaggio di Novi Petrivci nel rajon di Vyšhorod.
È situata sulle rive del bacino di Kiev (fiume Dnepr), nel un parco di 140 ettari: oltre la villa, si trovano un molo per un panfilo, un club ippico, un poligono di tiro, campi da tennis e da golf, un eliporto e uno zoo privato (oltre ai pavoni, anche dei maiali), nonché terreni per la caccia.
Tra il 1935 e il 2007, Mežyhir"ja era una residenza del governo fino a quando si trasforma in proprietà privata. Nel 2012, un'organizzazione governativa ha affittato una parte della residenza alla società Tantalit per i ricevimenti ufficiali. Il giornale su Internet Ukraïns'ka pravda ha pubblicato un'inchiesta e diversi documenti che confermano un legame tra "Tantalit" e l'entourage di Janukovyč.
Il 22 febbraio 2014, dopo la fuga dell'ex-presidente, l'entrata di questa lussuosa residenza è stata permessa alla stampa ed a migliaia di manifestanti anti-governativi. Dal 26 aprile al 27 luglio 2014, sono in mostra presso il museo nazionale d'arte di Kiev, centinaia di oggetti dai più preziosi ai più kitsch - trovati nella villa – che rivelano gli eccessi del leader destituito.
La villa appare nella serie televisiva Servitore del popolo, interpretata da Volodymyr Zelens'kyj; nella serie, si ironizza sullo stile pacchiano e stravagante con cui è stata costruita la residenza, mettendone in luce gli eccessi.